# The Girl o'the Woods
The Girl o'the Woods è un cortometraggio muto del 1913 diretto da Harry Solter. Protagonista del film, Florence Lawrence, moglie del regista e fondatrice insieme a lui della casa di produzione Victor Film Company. Gli altri interpreti erano Matt Moore ed Earle Foxe.

## Trama
Tra le colline del Tennessee nasce l'amore tra una ragazza del luogo e un uomo venuto dalla città. Lei lo salva quando i suoi fratelli cercano di ucciderlo. Dopo qualche anno, i due si ritrovano.

## Produzione
Il film fu prodotto dalla Victor Film Company.

## Distribuzione
Distribuito dall'Universal Film Manufacturing Company, il film - un cortometraggio in due bobine - uscì nelle sale cinematografiche statunitensi il 17 ottobre 1913.